# Descrioulização
A descrioulização é o fenômeno linguístico pelo qual uma língua crioula reconverge em direção ao lexificador de que é derivada. Inicialmente proposto por Keith Whinnom na conferência de Mona, em 1968, o conceito vem sendo contestado nos últimos anos por linguistas como Bickerton e Rickford, pois contesta os pressupostos da teoria longamente estabelecida do contínuo pós-crioulo.
A descrioulização é um processo de homogeneização que uma língua crioula pode sofrer quando em contato com uma de suas línguas formadoras, em especial se a esta língua é atribuído um stutus de prestígio. Dito de outra forma, na descrioulização a influência da língua de superstrato fulmina a influência das línguas de substrato .
Se a gênese de um pidgin envolve um processo de simplificação gramatical, redução léxica e mistura de influências das línguas de substrato e superstrato, e a crioulização resulda da expansão da língua para combater a redução, a descrioulização poderia ser vista como um ataque a ambas à simplificação e à mistura.
Como línguas permanecem em contacto ao longo do tempo, elas inevitavelmente se influenciam de maneira mútua. Em geral, a língua com maior prestígio exercerá uma influência muito maior sobre a de menor prestígio (o crioulo). Isso leva à reintrodução no crioulo de estruturas complexas, irregularidades e redundâncias a partir da língua da qual se originou. Elementos de outras fontes, assim, começam a desaparecer, ficando relegadas a contextos cada vez mais restritos. Teoriza-se que, eventualmente, o crioulo tornar-se-á a tal ponto semelhante ao idioma de origem, que poderá se tornar um dialeto desta língua, ao invés de uma língua per se.
As línguas em avançado processo de descrioulização passam a ser conhecidas como pós-crioulos vestigiais.

## Crioulos de base portuguesa
O processo de descrioulização ocorreu no Brasil, África, em Macau e Damão e Diu na Ásia. 
Os crioulos asiáticos existiam em conjunto com o português, e sofreram o processo de descrioulização quando ainda eram províncias ultramarinas de Portugal, e os americanos a partir do século XVIII, quando foram proibidos pelo Marquês de Pombal um século antes da Independência brasileira. Esse processo pode ser melhor visualizado em Damão e Diu e em Macau.
Em Cabo Verde e na Guiné-Bissau, os crioulos são mais usados que o português, mas estão passando por processos de descrioulização, levando ao desenvolvimento de crioulos leves. Em São Tomé e Príncipe, a situação é diferente da da Alta Guiné, já que o português domina os crioulos, e as crianças falam em português com os pais.